# Ramsdorf (Owschlag)
Ramsdorf ist ein kleines Vordorf von Owschlag mit 100 Einwohnern; es wurde als Ramstorp im Jahr 1462 erstmals erwähnt und gehört, als Teil der Gemeinde Owschlag, seit dem 1. Januar 2008 zum Amt Hüttener Berge. 
Ramsdorf liegt an der Landesstraße 265. Es gibt eine Busverbindung der Autokraft GmbH zwischen Owschlag und Eckernförde. Die Strecke führt von Eckernförde (ZOB/Bahnhof) über Windeby, Kochendorf, Friedland, Osterby, Damendorf, Hütten nach Ascheffel. Von Ascheffel weiter über Ahlefeld, Brekendorf, Ramsdorf nach Owschlag und zurück.
Die in Ramsdorf ansässige Obdachlosenunterkunft wird vom  Amt Hüttener Berge als Flüchtlingsdomizil genutzt.
Ramsdorf unterhält eine Freiwillige Feuerwehr.